# Metro de Lagos
Metro de Lagos (inglés: Lagos Rail Mass Transit)  es un sistema de tren de cercanías que se está desarrollando y construyendo en Lagos, la ciudad más poblada de Nigeria. El sistema está siendo administrado por la Autoridad de Transporte del Área Metropolitana de Lagos (LAMATA) y se prevé que finalmente consista en siete líneas. El equipo privado proporcionará el equipo ferroviario, incluida la energía eléctrica, la señalización, el material rodante y el equipo de cobro de tarifas en virtud de un Contrato de Concesión. LAMATA es responsable de la dirección de políticas, la regulación y la infraestructura de la red.
La primera sección de la red, la Fase I de la Línea Azul, se planeó originalmente para completarse en 2011. Después de muchos retrasos causados por déficit de fondos, la inauguración tuvo lugar el día 4 de septiembre de 2023.

## Cronología
- 2008: Se propone un metro para Lagos, supuestamente con una fecha de finalización de 2011.
- 2009: Comienza la construcción en la Línea Azul.
- 2010: Procederá el transporte público de Lagos Rail.
- 2016: la Fase I (la Línea Azul desde Marina hasta la Milla 2) planeaba abrir en diciembre de 2016.
- 2018: después de una revisión de Alstom del proyecto, la Fase I (la Línea Azul desde Marina hasta Mile 2) ahora se abrirá en diciembre de 2021.

- 2021: El Gobierno del Estado de Lagos anuncia que las líneas azul y roja se inaugurarán en diciembre de 2022.[1]

- Enero de 2022: LAMATA adquiere dos trenes Talgo VIII.[2]

- El 24 de enero de 2023, el presidente Muhammadu Buhari inauguró la primera fase del Proyecto Ferroviario de la Línea Azul del Metro de Lagos.[3]

## Historia

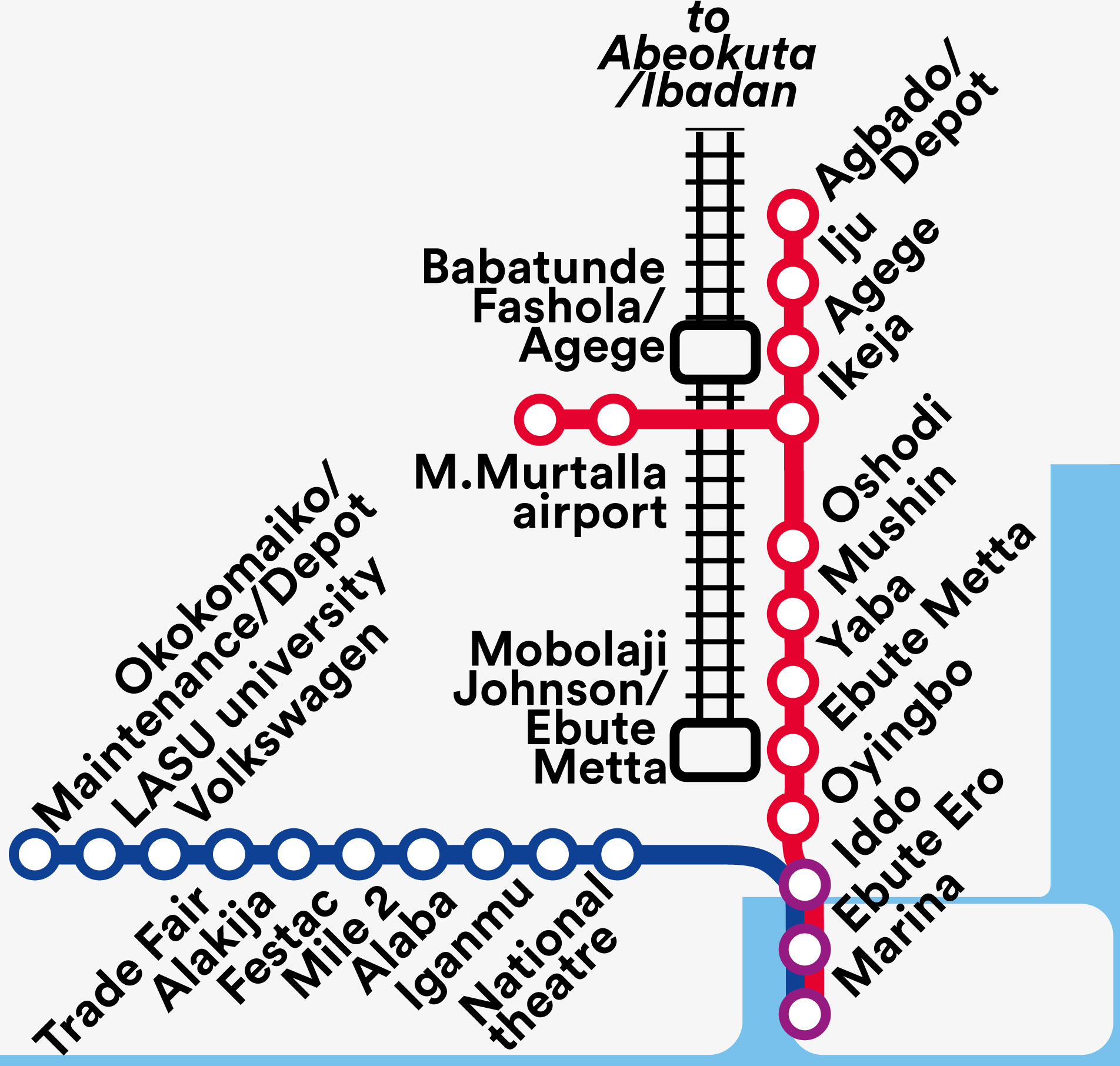
Línea azul y roja, estaciones

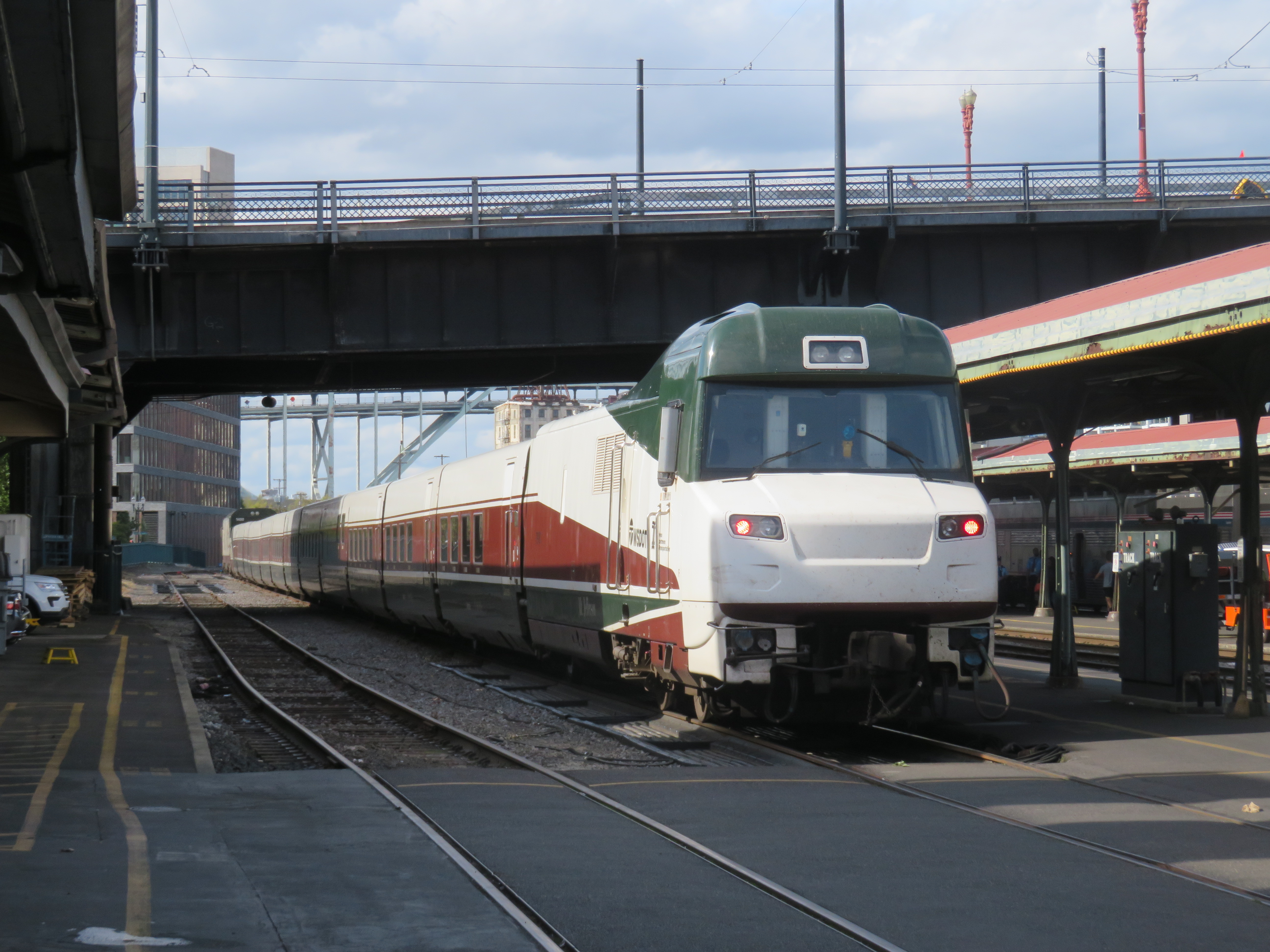
Talgo VIII

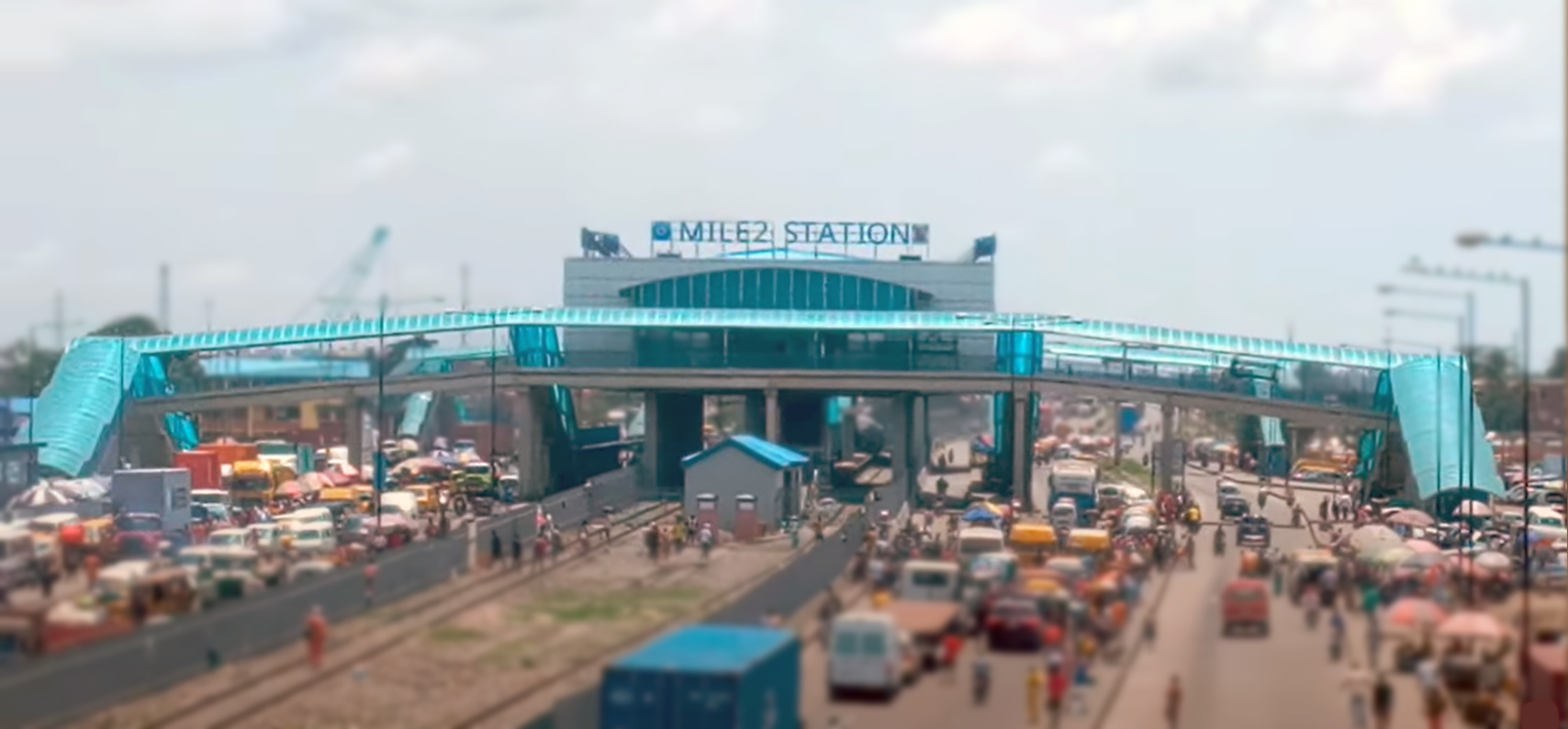
Estación "Mile 2", vista desde el paso elevado.

La idea de desarrollar el tránsito rápido en Lagos data de 1983 con la red Metroline de Lagos concebida por Alhaji Lateef Jakande durante la Segunda República de Nigeria. El proyecto inicial de Metroline fue desechado en 1985 por Muhammadu Buhari con una pérdida de más de  78 millones de dólares para los contribuyentes de Lagos. La idea de desarrollar una red de tren ligero para Lagos fue revivida por el gobernador Bola Tinubu a principios de la década de 2000 con un anuncio formal de su construcción en diciembre de 2003. Esta propuesta inicial de 135 millones de dólares fue parte del gran Proyecto de Transporte Urbano de Lagos que implementará la recién formada Autoridad de Transporte del Área Metropolitana de Lagos (LAMATA). LAMATA inicialmente se concentró en el desarrollo de un sistema de tránsito rápido de autobuses, que se extiende desde la milla 12 hasta la isla de Lagos. En 2008, LAMATA también comenzó a progresar con el proyecto ferroviario, enfocándose inicialmente en la Línea Azul y la Línea Roja.
En 2022, LAMATA adquirió dos trenes del fabricante ferroviario español TALGO. Se trata del modelo 8, que puede inclinarse en las curvas.

## De Okokomaiko a "Marina" (Línea Azul)

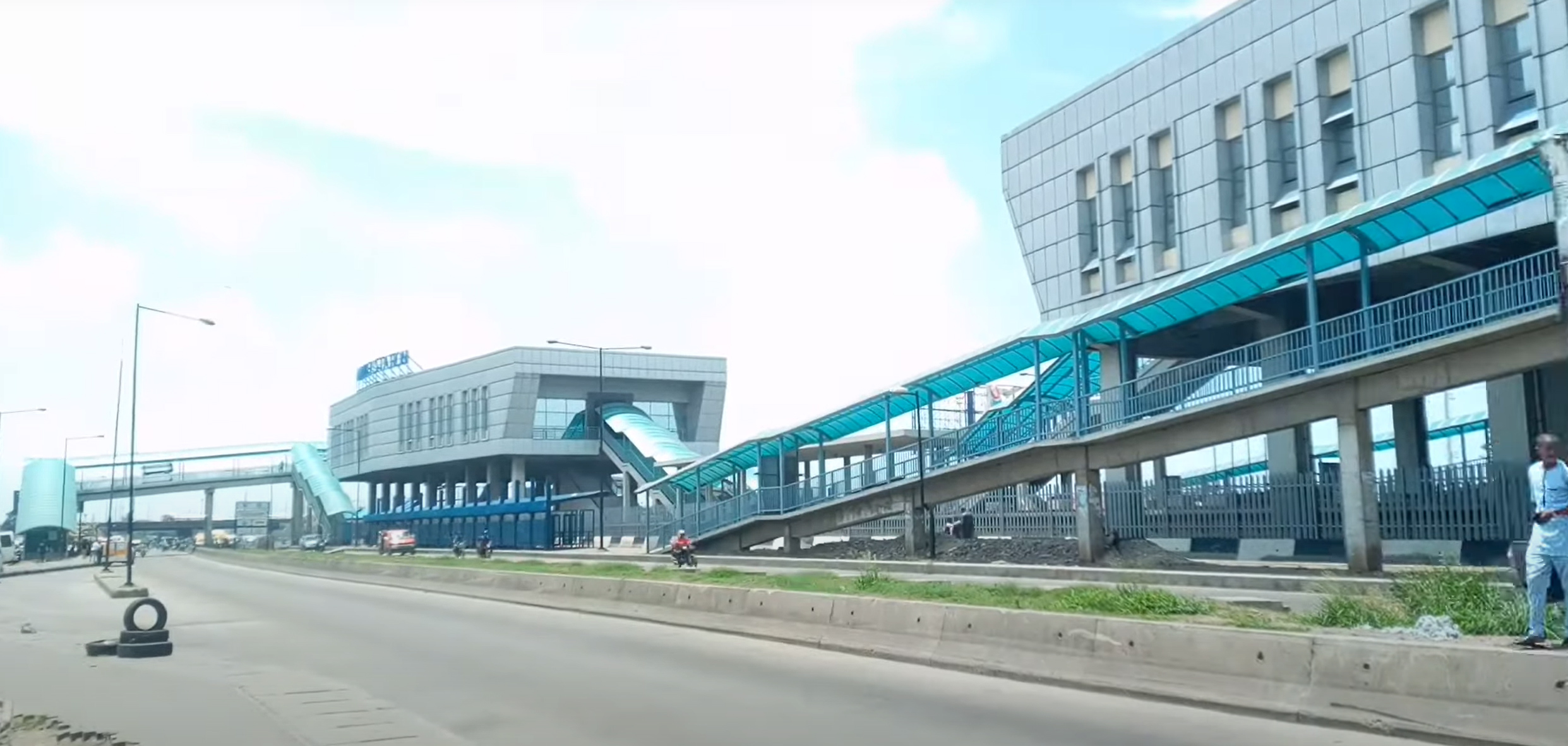
La estación de tren ligero y autobús "Mile 2", prototipo de muchas estaciones de la Línea Azul.

El Gobierno del Estado de Lagos aprobó 70.000 millones de nairas para la construcción de la línea Okokomaiko-Iddo-Marina en abril de 2008. La empresa constructora China Civil Engineering Construction Corporation fue contratada para construir la Línea Azul. Esta línea tendrá una longitud de 27,5 km y se extenderá desde Marina hasta Okokomaiko. Se instalarán un total de 13 paradas. Se prevé que el tiempo total de viaje sea de 35 minutos.  La mayor parte de la línea discurrirá por encima del suelo de este a oeste. Utilizará la mediana de la autopista Badagry mejorada entre la carretera Igbo-Elerin en Okokomaiko e Iganmu. A partir de ahí, discurrirá como una línea elevada en el lado sur de la autopista a través del cruce de Eric Moore Road. Más adelante, la línea discurre al sur del Teatro Nacional hasta Iddo. Desde allí continúa hasta la isla de Lagos, donde la línea termina en Marina. El depósito de la línea se establecerá en Okokomaiko. Esto se conectará a la línea azul mediante una línea operativa. Toda la línea tendrá un conjunto de vías completamente separado y sólo tendrá cruces separados por grados. Toda la línea se financiará con el presupuesto del Estado de Lagos. La explotación de la línea está actualmente en proceso de licitación.
La apertura del primer tramo se ha anunciado para el último trimestre de 2022. La mayoría de los pilares están colocados, los travesaños se están colocando y la mayoría de los topes ya han llegado al primer piso (a partir de enero de 2022).
El 25 de abril de 2022, el gobierno de Lagos anunció que la fase 1 de la Línea Azul, entre las estaciones "Mile 2" y "Marina", está terminada en un 90%. La fecha de entrega sería en el primer trimestre de 2023. El gobernador pidió a los ciudadanos que no volvieran a caminar por las vías, ya que estas están electrificadas hasta que inauguró el día 4 de septiembre de 2023. Las imágenes en las redes sociales muestran al gobernador en la cabina de un tren en un recorrido de prueba.

## De Agbado a "Marina" (Línea Roja)
La segunda línea roja irá de Marina a Agbado. Esta línea compartirá el corredor de 30 metros de ancho de la Nigerian Railway Corporation (NRC) La línea de metro ligero ocupará la mitad oriental del corredor. En 2021 se puso en marcha allí una línea NRC de doble vía de ancho estándar. Sin embargo, para poder utilizar la totalidad del corredor de 30 metros, primero hubo que reubicar a un gran número de personas que tenían negocios en la zona del corredor y algunas de las cuales también vivían allí. También hubo que renovar el drenaje y el cuerpo del ferrocarril en el corredor. Un gran número de paradas tuvieron que ser reconstruidas, ya que las estaciones actuales no son aptas para el Metro Ligero.

## Material rodante

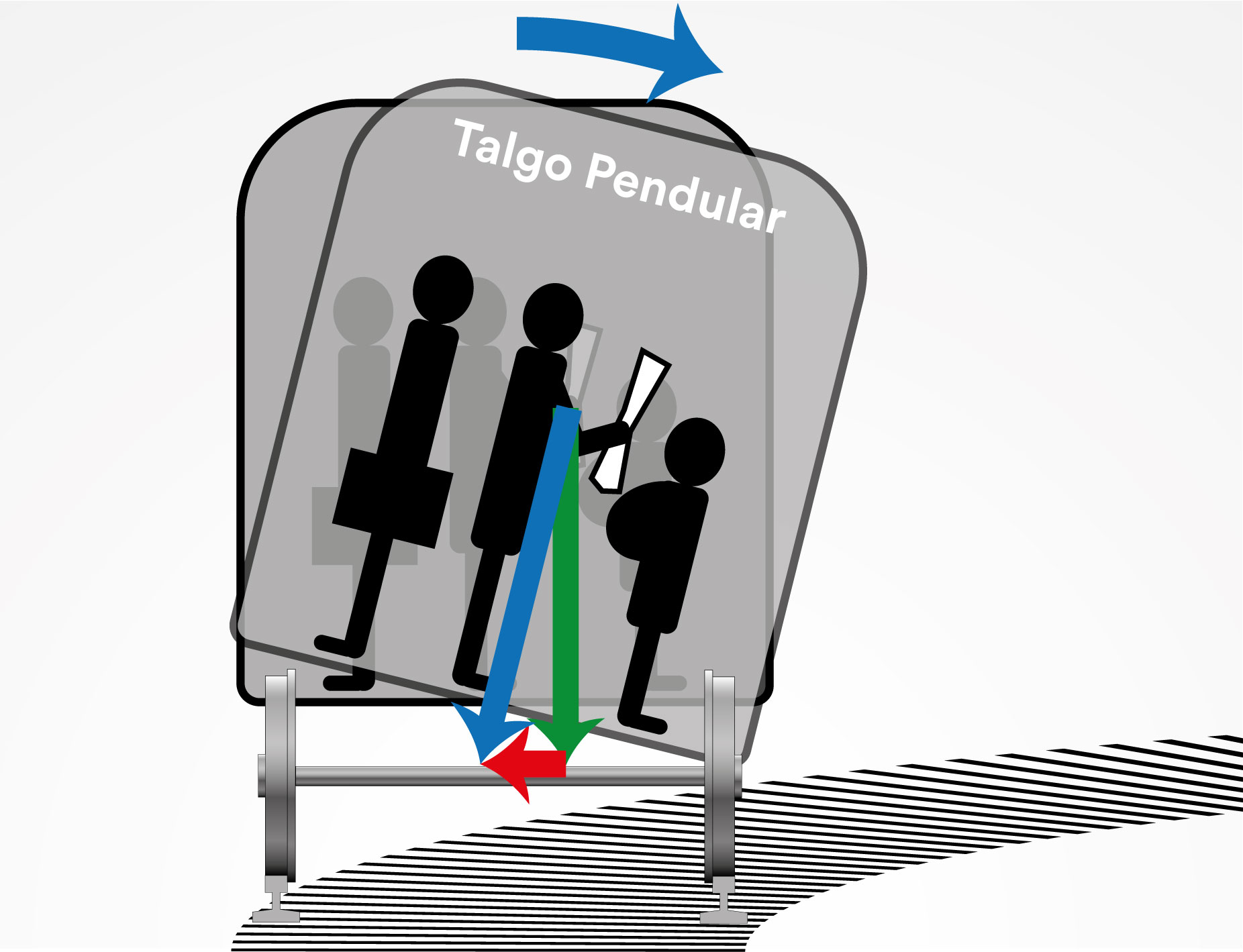
Talgo Pendular

En enero de 2022, el gobernador Babajide Sanwo-Olu visitó el estado norteamericano de Milwaukee (Wisconsin) para anunciar la compra de dos trenes Talgo VIII para el servicio de la Línea Roja. Wisconsin las había encargado para utilizarlas en el servicio Amtrak Hiawatha en 2009, pero nunca se pusieron en servicio, sino que se almacenaron. Los coches Talgo VIII se basan en la tecnología única del modelo Talgo Pendular, que (de forma similar a un ciclista) se inclina en una curva, lo que da lugar a menos fuerzas laterales y a una mayor comodidad para los pasajeros al circular por una vía con curvas. La "inclinación" del coche es pasiva, es decir, se produce puramente por la fuerza resultante, sin electrónica, sensores ni motores. Esto hace que los modelos Pendular y VIII sean adecuados para el tráfico ferroviario urbano.